# Hydrelia mionoseista
Hydrelia mionoseista là một loài bướm đêm trong họ Geometridae.